# Хмелевка (Пермский район)
Хмелевка — деревня в составе Заболотского сельского поселения Пермского района в Пермском крае.

## Географическое положение
Деревня расположена в 1 километре от левого берега Камы примерно в 18 километрах на юго-запад по прямой линии от деревни Горшки, центра сельского поселения.

## Климат
Климат умеренно континентальный, характеризующийся морозной продолжительной зимой и тёплым коротким летом. Июльские температуры колеблются в пределах +18 °C, январские в пределах −15 °C. Среднегодовое количество осадков составляет 425—510 мм, большая их часть приходится на тёплый период с апреля по октябрь. Преобладающее направление ветра — юго-западное.

## Существующее положение
Населённый пункт представляет собой типичную дачную деревню, владельцы домов в которой прописаны в Перми и используют дома летом для дачного отдыха.

## Население
Постоянное население 2 человека (2002), 7 человек (2010).